# ГАЕС Грімзель 2
ГАЕС Грімзель 2 (нім. Grimsel 2) — гідроелектростанція у центральній частині Швейцарії. Становить одну з двох станцій (поряд із ГЕС Грімзель 1) верхнього ступеня гідровузла, створеного у верхів'ях річки Ааре (ліва притока Рейну), яка дренує північний схил Бернських Альп.
У роботі цієї гідроакумулювальної станції використовуються два водосховища:
- Як верхній резервуар Обераарзее (висота над рівнем моря 2303 м) із площею поверхні 1,6 км2 та об'ємом 57,3 млн м3, яке утримує гребля на Оберааребах (виток Ааре, що тече від льодовика Оберааре). Ця бетонна гравітаційна споруда висотою 104 м та довжиною 526 м потребувала для свого спорудження 453 тис. м3 матеріалу[1].

- Як нижній резервуар водосховище Грімзельзее (висота над рівнем моря 1909 м) із площею поверхні 2,7 км2 та об'ємом 93,9 млн м3, яке утримує зведена на Ааре гребля Шпиталламм. Ця бетонна аркова споруда висотою 114 м та довжиною 258 м потребувала для свого спорудження 338 тис. м3 матеріалу[2][3].

У машинному залі встановлено чотири гідроагрегати, у складі кожного з яких працюють турбіна типу Френсіс і насос для перекачування води у верхній резервуар. Їхня загальна потужність становить 392 МВт у турбінному та 400 МВт у насосному режимах. Станція працює з напором 400 м та виробляє 0,55 млрд кВт·год на рік.
У 2012—2016 роках на станції провадилися роботи з відновлення гідроагрегатів.